# NGC 5506
NGC 5506 este o galaxie activă situată în constelația Fecioara. A fost descoperită în 15 aprilie 1787 de către William Herschel. Se află la o distanță de 28,7 de megaparseci de Pământ.